# Ватерполо репрезентација Грузије
Ватерполо репрезентација Грузије представља Грузију на ватерполо такмичењима. Прво велико такмичење ове репрезентације је Европско првенство у ватерполу 2014. године.

## Вандржавни играчи у Ватерполо репрезентацији Грузије
Вандржавни играчи Ватерполо репрезентације Грузије су:
- Марин Франичевић
- Марко Јелача
- Марко Елез
- Кордић
- Марковић

## Резултати репрезентације на међународним такмичењима

### Олимпијске игре
Нема учешћа

### Европско првенство у ватерполу
| Европско првенство     | Учествовање           | Пласман   | ИГ | П | Н | И  | ГД  | ГП  | ГР   |
| ---------------------- | --------------------- | --------- | -- | - | - | -- | --- | --- | ---- |
| 1992 - 2012            | Нису се квалификовали |           |    |   |   |    |     |     |      |
| Будимпешта 2014.       | Групна фаза           | 12. место | 7  | 0 | 0 | 7  | 45  | 93  | -48  |
| Београд 2016.          | Групна фаза           | 14. место | 7  | 1 | 0 | 6  | 55  | 95  | -40  |
| Барселона 2018.        | Групна фаза           | 13. место | 5  | 2 | 0 | 3  | 40  | 52  | -12  |
| Будимпешта 2020.       | Осмина финала         | 10. место | 6  | 2 | 0 | 4  | 58  | 71  | -13  |
| Сплит 2022.            | Четвртфинале          | 8. место  | 7  | 2 | 0 | 5  | 68  | 87  | -19  |
| Дубровник/Загреб 2024. | Осмина финала         | 10. место | 6  | 1 | 0 | 5  | 57  | 95  | -38  |
| Укупно                 | 6 учешћа              |           | 38 | 8 | 0 | 30 | 323 | 493 | -170 |